# Словения на «Детском Евровидении»
Словения впервые приняла участие в детском Евровидение 2014 в Мальте. Внутренним отбором, была объявлена участница от Словении, ею стала 12-летняя Ула Ложар. На прошедшем 12 ноября конкурсе она заняла 12 место, набрав в общем счете 29 баллов. В 2015 году в Софии представляла Словению Лина Кудузович путём детского национального отбора Mini EMA 2015, является взрослой версией EMA. В минувшем 21 ноября конкурсе Словения заняла рекордное 3 место, набрав 112 баллов. На данный момент это лучший результат Словении на детском конкурсе песни Евровидение. В 2016 году Словения отказалась от участия в конкурсе по причине изменений в правилах конкурса.

## Участники
Победитель
     Второе место
     Третье место
     Четвёртое место
     Пятое место
     Последнее место
     Не участвовала или была дисквалифицирована
     Несостоявшееся участие
| Год                               | Место проведения | Артист         | Песня                   | Перевод                  | Язык                   | Очки | Место |
| --------------------------------- | ---------------- | -------------- | ----------------------- | ------------------------ | ---------------------- | ---- | ----- |
| 2014                              | Марса            | Ула Ложар      | «Nisi sam (Your Light)» | «Ты не один (Твой свет)» | Словенский, английский | 29   | 12    |
| 2015                              | София            | Лина Кудузович | «Prva ljubezen»         | «Первая любовь»          | Словенский, английский | 112  | 3     |
| Не участвовала с 2016 по 2025 год |                  |                |                         |                          |                        |      |       |

## История голосований
Словения отдала:
| #  | Страна     | Очки |
| -- | ---------- | ---- |
| 1  | Италия     | 12   |
| 2  | Болгария   | 11   |
| 3  | Армения    | 18   |
| 4  | Россия     | 13   |
| 5  | Мальта     | 18   |
| 6  | Сербия     | 12   |
| 7  | Кипр       | 4    |
| 8  | Черногория | 5    |
| 9  | Беларусь   | 5    |
| 10 | Украина    | 1    |
| 11 | Ирландия   | 4    |
| 12 | Албания    | 8    |
| 13 | Нидерланды | 5    |

Словения получила:
| #  | Страна       | Очки |
| -- | ------------ | ---- |
| 1  | Детское жюри | 6    |
| 1  | Нидерланды   | 20   |
| 2  | Черногория   | 5    |
| 3  | Хорватия     | 3    |
| 4  | Сербия       | 8    |
| 5  | Армения      | 12   |
| 6  | Швеция       | 2    |
| 7  | Беларусь     | 9    |
| 8  | Грузия       | 5    |
| 9  | Италия       | 7    |
| 10 | Россия       | 8    |
| 11 | Австралия    | 6    |

## Выступления

### 2014 год
19 августа 2014 года стало известно о дебюте Словении на Детском Евровидении 2014 года
.
16 сентября на официальном сайте Детского Евровидения была объявлена участница от Словении. Ею стала Ула Ложар.

## Mini EMA 2015

#### 1 полуфинал (20 сентября)
| №  | Исполнитель      | Песня                   | Место |
| -- | ---------------- | ----------------------- | ----- |
| 01 | Rebeka Satler    | «S tabo» («Let you go») | 2     |
| 02 | Janina Klenovsek | «Sonce v ogledalu»      | 2     |
| 03 | Лени             | «Najlepsi dan»          | 1     |

#### 2 полуфинал (27 сентября)
| №  | Исполнитель    | Песня            | Место |
| -- | -------------- | ---------------- | ----- |
| 01 | Лина Кудузович | «Prva ljubezen»  | 1     |
| 02 | Jaka & Maks    | «Full of energy» | 2     |
| 03 | Tina Vinter    | «Brez Okov»      | 2     |

#### Финал (4 октября)
| №  | Исполнитель    | Песня           | Место |
| -- | -------------- | --------------- | ----- |
| 01 | Лени           | «Najlepsi dan»  | 2     |
| 02 | Лина Кудузович | «Prva ljubezen» | 1     |

## Глашатаи
- 2014 — Гал Файон
- 2015 — Никола Петек